# Buhajrat Kattina
Buhajrat Kattina (arab. بحيرة قطينة, Buḩayrat Qaţţīnah) − jezioro w pobliżu Himsu w centralnej Syrii, zasilane przez rzekę Orontes.
Jezioro Kattina znajduje się w odległości 15 km od Himsu. Ma powierzchnię 60 km². Odznacza się dużym zarybieniem. Duży kanał o długości 60 km dostarcza wodę pitną dla miasta Hims. Nad jeziorem znajduje się też system irygacyjny nawadniający około 20000 ha gruntów rolnych.
Brzegi jeziora są strome i niedostępne. Brak dróg dojazdowych. Zbiornik powstał dzięki spiętrzeniu wód rzeki poprzez wybudowanie tamy w północnej części. Pierwotna struktura tamy, powstała w starożytności i jest przykładem kunsztu inżynierskiego z czasów Dioklecjana. Rzymianie wznieśli tamę, by móc nawadniać okoliczne pola.